# 阿母崎駅
阿母崎駅（あぼざきえき）は、長崎県雲仙市吾妻町阿母名にある島原鉄道島原鉄道線の駅である。

## 歴史
- 1955年（昭和30年）3月9日：吾妻崎駅（あづまざきえき）として開設。
- 1960年（昭和35年）11月5日：阿母崎駅（あぼざきえき）に改称。

## 駅構造
単式ホーム1面1線を有する地上駅。無人駅であり、駅舎は設置されていない。ホーム上に待合所と駐輪場が設置されているが、（カーブ上に駅を設置したため）ホームそのものはややカーブしている。

## 利用状況
2018年度の年間乗車人員は12,278人、降車人員は13,068人であった。
近年の年間乗車人員、降車人員の推移は以下の通り。
| 年度               | 年間 乗車人員 | 年間 降車人員 |
| ------------------ | ------------- | ------------- |
| 2000年（平成12年） | 25,556        | 26,658        |
| 2001年（平成13年） | 23,816        | 24,106        |
| 2002年（平成14年） | 21,206        | 21,978        |
| 2003年（平成15年） | 21,781        | 22,762        |
| 2004年（平成16年） | 22,484        | 23,042        |
| 2005年（平成17年） | 21,916        | 22,315        |
| 2006年（平成18年） | 20,655        | 21,303        |
| 2007年（平成19年） | 18,981        | 19,648        |
| 2008年（平成20年） | 19,250        | 21,284        |
| 2009年（平成21年） | 16,402        | 19,066        |
| 2010年（平成22年） | 14,468        | 17,679        |
| 2011年（平成23年） | 14,331        | 17,016        |
| 2012年（平成24年） | 13,838        | 16,979        |
| 2013年（平成25年） | 15,538        | 18,257        |
| 2014年（平成26年） | 14,330        | 16,436        |
| 2015年（平成27年） | 14,037        | 15,990        |
| 2016年（平成28年） | 13,312        | 14,810        |
| 2017年（平成29年） | 12,856        | 13,005        |
| 2018年（平成30年） | 12,278        | 13,068        |

## 駅周辺
国道251号沿いにある。駅の北側は主に水田が大きく広がる。駅の南側には民家や畑がある。
- 白山神社
- 国道251号
- 島鉄バス阿母崎駅前停留所
- 湯田川

## 隣の駅
島原鉄道
■島原鉄道線
愛野駅 - 阿母崎駅 - 吾妻駅